# Юнусова, Айслу Билаловна
Айслу́ Била́ловна Юну́сова (баш. Айhылыу Билал ҡыҙы Юнысова; род. 11 апреля 1951, Стерлитамак, БАССР, СССР) — советский и российский историк, религиовед и исламовед, специалист по вопросам истории религий, исламоведению, государственно-религиозных отношений, религиозного экстремизма Доктор исторических наук, профессор. Директор Института этнологических исследований УНЦ РАН.

## Биография
Родилась 11 апреля 1951 года в Стерлитамаке.
В 1976 году закончила исторический факультет ЛГУ имени А. А. Жданова.
В 1979—1982 годах училась в аспирантуре МГУ имени М. В. Ломоносова.
С 1982 по 2003 годы — ассистент, доцент и профессор, заведующая кафедрой новой и новейшей истории БашГУ (ныне Уфимский университет науки и технологий).
В 1986 году в Университете дружбы народом имени Патриса Лумумбы защитила диссертацию на соискание учёной степени кандидата исторических наук по теме «Образование и деятельность московской организации МОПР в период строительства основ социализма, 1923—1937 гг.» (специальность 07.00.02 — история СССР).
В 1997 году в РАГС при Президенте Российской Федерации защитила диссертацию на соискание учёной степени доктора исторических наук по теме «Ислам в Башкортостане: История, состояние и перспективы развития» (специальность — 09.00.06 философия религии.
С 2003 года — директор Института этнологических исследований им. Р. Г. Кузеева УНЦ РАН.
Член Музейного Совета РАН.
Член ассамблеи народов Башкортостана.
Заместитель главного редактора научного журнала «Известия Уфимского научного центра РАН»
Член Совета по проведению государственной религиоведческой экспертизы при Главном управлении Министерства юстиции РФ по Республике Башкортостан
Председатель Башкирского республиканского отделения Российского общества историков-архивистов.
Автор более 200 научных работ.

## Награды
- Заслуженный работник культуры Республики Башкортостан (1997)
- Почётная грамота Федерального Архивного Агентства (2006)
- Почётная грамота Федерального Архивного Агентства (2008)
- Юбилейная медаль Министерства внутренних дел Республики Башкортостан (2008)
- Заслуженный работник культуры Российской Федерации (2015)

## Научные труды

### Диссертации
- Ислам в Башкортостане: История, состояние и перспективы развития / диссертация ... доктора исторических наук : 09.00.06. — М.: РАГС при Президенте РФ, 1997. — 342 с.

### Монографии
- Ислам в Башкортостане. — Уфа: Уфим. полиграфкомбинат, 1999. — 349,[2] с.
- Ислам в Башкортостане / Под ред. А. В. Малашенко. — М.: Логос, 2007.
- Ислам и мусульмане Южного Урала в историко-правовом пространстве России: сборник законодательных актов, постановлений, распоряжений центральных и региональных органов власти и управления XX—XXI в. / авт.-сост. А. Б. Юнусова; археограф Ю. М. Абсалямов. — Уфа: ГУП РБ УПК, 2009.
- Ислам и мусульмане Южного Урала в историко-правовом пространстве России. Уфа, 2009;
- Ислам и мусульмане Южного Урала в правовом пространстве Российской Империи. Уфа, 2011

### Статьи
- Ислам в контексте современных этнополитических процессов в России // Ислам и этническая мобилизация: национальные движения в тюркском мире. М., 1998. — С. 229—259
- К истории духовного управления мусульман Республики Башкортостан // «Мир ислама» : Журнал. — Академия наук Республики Татарстан, 1999. — № 1/2. — С. 149—162.
- Ислам между Волгой и Уралом // Центральная Азия и Кавказ. — № 5. — 1999.
- Великий имам Дальнего Востока // «Вестник Евразии» : Журнал. — 2001. — № 4 (15). — С. 83—117. — ISSN 1727-1770. (копия)
- Радикализация ислама и безопасность мусульман России // Экономика и управление. — 2005. — № 6. — С. 60-66;
- Экстремизм как угроза российскому исламу // Бюллетень Комиссии по этнокультурному развитию и гражданской идентичности Приволжского федерального округа. — 2005. — № 1. — С. 35-47;
- Радикализм — вызов российскому исламу // Экстремизм как социальный феномен: материалы междунар. науч.-практич. конф. — Курган, 2005. — С. 180—186
- Деятельность Ризы Фахретдинова по сохранению преподавания религиозного вероучения в большевистской России // Просветительские традиции илсама в Урало-Поволжье: Первые Фахретдиновские чтения: Сб. мат. Всеросс. науч.-практ. конф./ под ред. Р. М. Асадуллина. — Нижний Новгород: ИД «Медина», 2009. — 146 с.
- Международная научная конференция «Этнос. Общество. Цивилизация: Вторые Кузеевские чтения», посвящённая 80-летию Р. Г. Кузеева (Уфа, 16-19 апреля 2009 г.) // Вестник РГНФ. — 2009. — № 3. — С. 236—242.
- Уфа — российская Мекка // Родина. — № 1. — 2010.
- Интервенция радикальных идеологий в среду российских мусульман // Этнопанорама. — № 1-2. — 2012. — С. 35-49.
- Радикальные идеологии и мусульманская молодежь в России
- Мобилизованный архаизм: новые тенденции в традиционной религиозной практике поклонения башкирских мусульман // Известия УНЦ РАН. 2015. № 3. С. 106—116.
- Юнусова А. Б., Иом Дин Г., Тузбеков А. И., Мухаметзянова-Дуггал Р. М., Надыршин Т. М., Баимов А. Г. Этноконфессиональные и экономические аспекты социальной реакции сельского населения Башкортостана на создание агропромышленных комплексов // Известия УНЦ РАН. 2015. № 4. С. 87—105.
- Юнусова А. Б., Христодуло О. И., Абдуллин А. Х. Геоинформатика для ислама: о проекте создания электронной карты «Ислам на Южном Урале» // Известия УНЦ РАН. 2015. № 4. С. 110—113.
- «Бухара-Урал» — новое содержание символа // Этнос. Общество. Цивилизация: Четвёртые Кузеевские чтения. Материалы Международной научно-практической конференции (Уфа, 30 сентября 2015 г.) / под ред. А. Б. Юнусовой. Уфа: Полиграфсервис, 2015. С. 224—228.
- Имамы — слабое звено российского ислама (к вопросу о ресурсах духовной безопасности) // Экономика и управление. 2016. № 5. С. 93-100.

## Интервью
- Радикальные идеологии и мусульманская молодежь в России (17.09.2007)
- Старостин А. Н. Мигранты в этнокультурном пространстве Башкортостана // Фергана.ру, 26.03.2010
- Мигранты в этнокультурном пространстве Башкортостана // Российская миграция. — № 1-2 (50-51), апрель-май, 2012. — С. 30-35.
- «Башкирского сепаратизма не существует» // Лента.ру, 23.06.2015 (интервью)